# Almacenamiento vital digital
El concepto de almacenamiento vital digital hace referencia al acto de recopilar, digitalizar y guardar de forma ordenada toda la información que se genera alrededor de la vida de una persona. Se crea así la «memoria vital virtual» de una persona.
Se basa en un procedimiento que afecta a todos los ámbitos de la vida diaria, por lo que podría decirse que constituye un modo de vida particular...

## La información vital
El almacenamiento vital digital incluye toda la información que, de forma diaria, relaciona una persona con el mundo:
| Documentos personales (en soporte físico)                                                                        | Comunicaciones con otras personas                              | Comunicaciones con máquinas                                                                              | Vida diaria                                                   |
| - Anotaciones - Cartas - Facturas - Libros, revistas, diarios - Informes médicos - Textos, dibujos - Fotografías | - Llamadas telefónicas - Correos electrónicos - Conversaciones | - Documentos virtuales - Webs visitadas - Documentos audiovisuales reproducidos - Pulsaciones de teclado | - Lugares visitados - Actos realizados - Personas encontradas |

Que es almacenamiento digital.
El almacenamiento digital hace una referencia a la acción de digitalizar, recopilar y guardar de forma segura y ordenada toda la información que generas en un ordenador, n ejemplo de un almacenamiento digital es iCloud, Nube, entre otro. -mariel aa

## Procedimiento

### Paso 1. Digitalización de la información
El primer paso es obtener en formato digital toda la información antes mencionada. Dado que esta se presenta en la realidad en formatos muy diversos, se deberá tratar cada uno de ellos de forma específica y singular.
- Los documentos físicos son, en general, textos o imágenes. Se pueden digitalizar mediante un escáner.

- La información extraída de las comunicaciones interpersonales tiene un grado de complejidad más elevado, ya que, además de la escritura (texto), intervienen el lenguaje hablado (audio) y gestual (imágenes o vídeo).

-Para la comunicación escrita, los textos e imágenes en soporte físico se pueden escanear, mientras que los documentos y mensajes electrónicos ya se encuentran en formato digital.
-Para la comunicación estrictamente de voz (llamadas vía teléfono o internet), es preciso registrar los datos de audio mediante algún elemento capturador, presente actualmente en los ordenadores pero no en los teléfonos, que requerirán un tercer elemento que almacene o envíe los datos a un ordenador en tiempo real. Este proceso requiere una digitalización de los datos en el caso de los teléfonos analógicos.
-Para las conversaciones presenciales o a través de videoconferencia será necesario registrar también la parte de vídeo. Las videoconferencias no suponen un gran problema, ya que el ordenador las puede guardar en tiempo real, pero las conversaciones presenciales requieren de algún aparato registrador presente en estas. En este sentido se han desarrollado cámaras portátiles que los usuarios llevan permanentemente colgadas o adheridas en la ropa, aunque se encuentran en fase de desarrollo. Las gafas-cámara de Hewlett-Packard y la SenseCam de Microsoft constituyen algunos ejemplos.
- La información resultante de la comunicación con ordenadores resulta fácil de obtener, ya que se encuentra en formato digital.

- La información que se obtiene de nuestra relación con el entorno y las personas que nos rodean resulta la más compleja de obtener, ya que es totalmente imprevisible e incluye aspectos naturales y biológicos, imposibles de registrar digitalmente a día de hoy (olores, sabores, reacciones, sensaciones...). Es por ello que aquí se dejan de lado los aspectos perceptuales, pero sí que se pueden registrar las rutas diarias (emplazamientos geográficos donde hemos estado), incluyendo las coordenadas e imágenes o vídeos de los lugares y personas que hemos visto ese día.

-El prototipo experimental de gafas-cámara de Hewlett-Packard permite registrar digitalmente todo lo que ocurre a nuestro alrededor. Incluye un sistema de reconocimiento de caras, cambios de luz y movimiento, y graba imágenes en movimiento a 1.3 millones de píxeles y 7 frames por segundo, o bien 640x480 píxeles a 30 frames por segundo.
-La SenseCam de Microsoft es una cámara digital portátil que se cuelga al cuello y toma fotografías a 640x480 píxeles de manera automática. Lo hace cada 30 o 60 segundos aproximadamente, o bien cuando detecta un cambio importante en el movimiento, la luz o la temperatura ambiente. Algunos modelos incorporan un grabador de audio y un GPS que asocia las imágenes con su localización.

### Paso 2. Organización de la información
El segundo paso consiste en organizar toda la información de manera ordenada y permitir al usuario acceder a ella de forma fácil e intuitiva. Para hacerlo es preciso guardar toda la información en un mismo espacio (un disco duro, habitualmente), separarla según su naturaleza (texto, audio, imagen, vídeo...) e indexar los documentos de alguna manera que permita identificarlos e interrelacionarlos en función de su contenido.

## MyLifeBits
El sistema de software MyLifeBits de Microsoft es el más importante en relación con esta tarea. El sistema, creado por Jim Gemmell y Roger Lueder y presentado el año 2001, integra funcionalidades que hacen referencia a los puntos del procedimiento antes descrito. Se diseñó para el ingeniero informático Gordon Bell, que buscaba la manera de desprenderse de toda la documentación física de que disponía y de crear una memoria virtual de todo lo que rodeaba su vida.
MyLifeBits guarda toda la actividad realizada en el ordenador en tiempo real, incluyendo el ratón y las teclas presionadas. Cuando el usuario está en movimiento, guarda su posición gracias a un GPS. Graba las llamadas telefónicas y archiva las fotografías tomadas con la SenseCam. También puede albergar toda la documentación física digitalizada.
Cuando el sistema dispone de toda la información (que se actualiza diariamente), la clasifica y la organiza, y nos permite gestionarla por medio de un potente motor de búsqueda inteligente. El usuario, introduciendo las palabras clave deseadas, puede encontrar todos los documentos relacionados con estas, ya sean fotografías, anotaciones, correos electrónicos, personas...
Se conforma así una memoria virtual con toda la experiencia vital de una persona.
- Gordon Bell posee actualmente un archivo digital de 150 Gigabytes.

- Se calcula que 1 Terabyte sería suficiente para almacenar 83 años de memoria vital virtual.

## Aspectos positivos
- Permite ordenar muchos componentes esenciales en la vida de una persona y establecer interrelaciones entre conceptos de ámbitos muy diversos.

-Resulta una herramienta muy eficiente para recordar hechos y elementos del pasado y planificar sucesos futuros.
-Puede resultar útil en el tratamiento de enfermedades mentales, principalmente aquellas que comporten una degeneración de la memoria (p.ej. Alzheimer).
- Elimina la presencia de la mayoría de información en soporte físico. Permite así ahorrar espacio y organizar mejor la información, que se concentra en el ordenador personal.

-Es respetuoso con el medio ambiente.
- Permite liberar nuestra memoria de datos superfluos, los cuales se almacenan en nuestro ordenador, y que podremos revisar en cualquier momento. Podemos dedicarnos así a tareas más creativas y enriquecedoras.

VENTAJAS
Se integran con facilidad y rapidez a las aplicaciones empresariales, se actualizan automáticamente, se prestan a servicios de nivel mundial, entre otras cosas.
DESVENTAJAS
Se necesita el acceso a Internet para poder navegar, posible sobre carga.
-Mariel aa.

## Aspectos negativos
- La seguridad y la privacidad del individuo se pueden ver comprometidas, ya que el sistema guarda toda la información de la vida diaria sin discriminación de contenido.

- Puede mecanizar el comportamiento humano, ya que todos los ámbitos de la vida se ven orientados a la obtención de información, pudiendo crear una cierta dependencia y una limitación/alteración de la actividad diaria.

- Puede limitar nuestra memoria, ya que podemos tender a la despreocupación, emplazando a las máquinas que conforman el sistema a recordar por nosotros, suponiendo una pérdida progresiva de los recuerdos vitales.

- En contraposición al anterior enunciado, se puede llegar también al punto de recopilar virtualmente una cantidad de memorias totalmente antinatural, que incluiría hasta el más ínfimo detalle de nuestra vida pasada y nos impediría ejercer el acto natural de olvidar.